# Insane Clown Posse
Insane Clown Posse (также известны как ICP) — хип-хоп-дуэт из города Детройт (США). Состоит из Джозефа Брюса (более известного как Violent J) и Джозефа Утслера (более известного под псевдонимом Shaggy 2 Dope). 
Исполняют подвид хардкор-рэпа, который известен под названием хорроркор со своими мрачными, жестокими текстами; в творчестве коллектива нередко используются элементы рок-музыки. Скандально известны из-за своих мрачных и жестоких песен и благодаря своим атмосферным, детально проработанным концертам.
По сведениям Reuters записи дуэта разошлись общим тиражом 6,5 миллионов копий в США и Канаде, но были раскритикованы музыкальными специалистами из-за безжалостного, жестокого и безумного содержания песен группы и получили отрицательные отзывы от Rolling Stone, Blender, Vibe и других музыкальных изданий.
Основатели субкультуры Джаггало (англ. Juggalo).

## История

### Carnival Of Carnage Era (начало саги Тёмного Карнавала)
«Carnival Of Carnage» — первый альбом, так же известный как первая Джокер Карта. Был выпущен в 1992 году на собственном лейбле Psychopathic Records. В первый день релиза было продано всего 17 копий, несмотря даже на участие в нём приглашённых местных звезд, Kid Rock и Esham. Продюсированием изначально занимался Чак Миллер, но он брал слишком дорого и Алекс Аббисс, менеджер ICP, нашёл другого продюсера, Майка И. Кларка. С ним они доделали Carnival Of Carnage и в дальнейшем он будет продюсировать почти каждый их альбом. Также это первый и последний альбом с третьим участником Джоном Кикджаззом (брат Шэгги). Незадолго до релиза он покинул группу из-за того, что она стала занимать слишком много времени.
Следующим релизом стал мини-альбом «Beverly Kills 50187», вышедший в 1993 году. На нём можно услышать третьего временного участника Greez-E, который заменил Джона Кикджазза. В этот раз продажи были получше и расширилась аудитория. Во время живого исполнения песни «The Juggla», Violent J назвал зрителей «Juggalos» и в ответ была позитивная реакция. С того момента это слово прижилось и означает поклонника их творчества.

### Ringmaster Era
«Ringmaster» — вторая Джокер Карта, был выпущен 8 марта, 1994 года. Альбом был очень хорошо воспринят и ICP начали выступать в больших клубах Детройта. Джей и Шэгги упоминали в песнях детройтский газированный напиток Фэйго и подумали, что «было бы круто взять с собой немного на сцену». Во время концерта в 1993, Джей бросил открытую бутылку Фэйго в толпу, туда откуда им показывали средний палец. И после позитивной реакции, ICP начали постоянно на концертах бросать бутылки и разбрызгивать Фейго на толпу. Последующий национальный тур увеличил продажи альбома и впоследствии, после переиздания на Island Records, он стал «Золотым».
Дальше, 4 августа, 1994 года, выходит ЕР The Terror Wheel. Одна из песен с ЕР, «Dead Body Man», получила частую ротацию на местном радио. В том же году они проводят первый «Hallowicked» концерт (на праздник Хэллоуин), который с того времени стал ежегодным.
В преддверии следующей Джокер Карты в том же году, 6 декабря, выходит ещё одно ЕР A Carnival Christmas. Оно содержит новогодние песни о ненависти к Санта-Клаусу.

### Riddle Box Era
«Riddle Box» — третья Джокер Карта, выпущен 10 октября 1995 года на лейбле Battery Records (недолго просуществовавший суб-лейбл Jive Records). После того как стала ясна пассивная позиция Battery/Jive Records насчет промоушена альбома, ICP взяли все в свои руки. Такое решение привело группу в Даллас, штат Техас, где они убедили некоторые магазины, чтобы те продавали их альбом. В итоге продажи были в районе 1500 копий за первую неделю. Альбом впоследствии получил Золотой статус.
По традиции дальше идёт ЕР. Tunnel Of Love выходит 11 июня, 1996 года, на Psychopathic Records. ЕР выходит на следующий день после окончания контракта с Jive Records и за день до подписания с Hollywood Records. Тематикой альбома стали «песни о любви в Джаггало-стиле». Также выходит «XXX Version», с другой обложкой и с дополнительным треком.

### The Great Milenko Era
Запись альбома
В 1996 году ICP перебрались на Hollywood Records (лейбл, принадлежащий компании Walt Disney Company), которые заплатили их предыдущему лейблу Battery/Jive/BMG Records 1 миллион долларов за контракт с клоунами. Группа начала записывать свой четвёртый альбом, когда Дисней попросил их убрать из альбома несколько треков. Также они просили поменять часть слов, угрожая в противном случае не выпустить альбом. Джей и Шэгги согласились на эти условия и собирались поехать в национальный тур с House Of Krazees и Myzery на разогреве.
Во время автограф-сессии в одном из магазинов ICP были уведомлены, что Hollywood Records отозвали обратно весь тираж альбома за несколько часов до релиза, несмотря на то, что было продано 18000 копий и достигнуто номера 64 в чарте Billboard 200. Также группе сообщили что все автограф-сессии и общенациональный тур были отменены, рекламы альбома и клип на песню «Halls Of Illusions» (который первой позиции на канале видео запросов The Box) были убраны из телевидения, и группу вышвырнули с лейбла. Позже выяснилось, что в тот момент Дисней был раскритикован Южной Баптистской Конвенцией, потому что Дисней занимался промоушеном «Дня Геев» в Диснейленде, который был дополнением к телевизионному сериалу на гейскую тематику, Ellen. Конвенция утверждала, что Дисней повернулся спиной к «семейным ценностям». Алекс Аббисс обратился к прессе и рассказал, что Дисней остановил производство альбома «The Great Milenko» во избежание дальнейших споров, но Дисней, тем не менее, утверждал, что релиз «не вписывался в образ Диснея» из-за «несоответствующих» текстов, которые по их словам были оскорбительны для женщин.
После завершения контракта с Hollywood Records, ICP подписали новый контракт с Island Records, которые согласились выпустить альбом в его первоначальном виде (с убранными Диснеем треками). The Great Milenko был сертифицирован Платиновым, после продажи более чем 1,7 миллиона копий. Одним из первых проектов с Island Records был часовой документальный фильм под названием Shockumentary, который показали в эфире MTV. Изначально канал отказывался показывать фильм, но Island Records попросили их о персональной услуге показать «Shockumentary». Этот фильм помог повысить продажи с 17000 до 50000 копий за неделю. Island также перевыпустили первые два альбома группы.
Общенациональный тур
Через два дня после программы Extreme Championship Wrestling (ECW), ICP начали свой перенесённый тур с House of Krazees и Myzery. Их первый концерт состоялся в Орландо, штат Флорида, они сами его выбрали и сделали бесплатный вход. В середине тура Брайан Джонс из House of Krazees ушёл из группы из-за разногласий, и по этому группа не смогла дальше находится в турне.
Благодаря успеху тура, Джей и Шэгги смогли купить себе новые дома, по два на каждого и для их семей. Джей даже убедил свою мать, чтобы та покинула свою работу и он будет оплачивать все её счета.
Вражда с Эминемом
В конце 1997 года Джей зашёл с Myzery в клуб St. Andrew’s Hall. Eminem, тогда ещё неизвестный местный эмси, подошёл к Джею и дал ему флаер, рекламирующий вечеринку в честь выхода его Slim Shady EP. Флаер гласил: «Также ожидается выступление Ишама, Кид Рока и ICP (возможно)». Джей спросил Эминема, почему тот написал о выступлении ICP, даже не спросив сначала саму группу. Эминем объяснил: «Там написано 'возможно'. Возможно вы выступите; Я не знаю. Поэтому я и спрашиваю тебя сейчас. Ну так что, ребята, вы выступите на моей вечеринке или как?». Джей был расстроен тем, что его никто не спрашивал и ответил: «Ни*уя, я не приду на твою вечеринку. Мы могли бы, если бы ты сразу нас спросил, перед тем как помещать нас на этот е*анный флаер». Эминем воспринял ответ Джея как личную обиду и впоследствии говорил о них гадости в радио интервью. Клоуны потом ответили ему в 1999, выпустив пародию на его песню «My Name Is», которую они назвали «Slim Anus». Вражда между Insane Clown Posse и Эминемом продолжалась до 2005 года, когда группа D12 и Psychpatic Records примирились.
Тур The House Of Horrors
Через месяц после ICP’s Strangle-Mania Live клоуны начали свой второй общенациональный тур «The House of Horrors Tour» вместе с Myzery на разогреве. Когда они искали ещё кого-то на разогрев, Джею поступил телефонный звонок домой. Это были два оставшихся участника группы House Of Krazees Jamie Spaniolo и Paul Methric. Они рассказали ему, что группа официально распалась и попросили его, чтобы он взял их в тур. Спаниоло и Мэтрик предоставили демозапись с тремя песнями: «2nd Hand Smoke», «Diemotherfuckerdie» и «How Does It Feel?». Джей был очень впечатлен и немедленно подписал их на Psychopathic Records. Джей, Спаниоло и Мэтрик придумывали название для новой группы и остановились на Twiztid. В итоге The House Of Horrors тур состоял из Insane Clown Posse и разогрева Twiztid, Myzery и Psycho Realm.
Проблемы с законом
16 ноября, 1997 года, Джея арестовали по обвинению в избиении с отягощающими обстоятельствами после того, как он якобы 30 раз ударил микрофоном одного из зрителей на концерте в Альбукерке, штат Нью-Мексико. Джея задержали на четыре часа и потом освободили под залог в 5000$.
После концерта в Индианаполисе туровый автобус ICP остановился возле ресторана Waffle House в Гринфилде, штат Индиана.
Когда один из посетителей начал приставать к Спаниоло и Джею, началась драка между посетителем и всей командой. Через месяц, 4 июня, 1998 года, Джей и Шэгги были признаны виновными в Индианском суде по обвинению в хулиганстве и были оштрафованы на 200$ каждый. Участники Twiztid, Myzery и Psycho Realm были обвинёнными в избиении. Тур закончился досрочно в январе 1998 года, когда автобус группы вынесло за пределы дороги и он наехал на дорожную насыпь, что привело к сотрясению мозга Френка Морено из Psycho Realm. В результате несчастного случая были отменены два концерта в Кливленде, штат Огайо, запланированные на 22 и 23 января, но клоуны пообещали все-таки выступить 25 и 26.

### The Amazing Jeckel Brothers Era
Запись альбома
19 апреля 1998 года в Миннеаполисе, штат Миннесота, у Джея была паническая атака во время выступления, и его увели со сцены. Потом он нашёл ножницы и отстриг свои дреды. После ещё одной атаки, как только Джей вернулся домой, он занялся лечением. Insane Clown Posse отменили две оставшиеся недели американского тура, но впоследствии поехали в свой первый тур по Европе.
В конце 1998-го было продано более миллиона копий The Great Milenko и ICP были готовы к пятой Джокер Карте «The Amazing Jeckel Brothers». Джей и Шэгги возложили очень большие надежды на этот альбом, работая с Майком И. Кларком и Ричем Мюрреллом (Rich «Legs Diamond» Murrell). Группа была известна на всю страну, но их не воспринимали всерьез. На этот альбом они решили пригласить хорошо известных уважаемых рэперов, чтобы обрести уважение. Джей прямо заявил, что хочет пригласить Snoop Dogg'а и Ol' Dirty Bastard'а. Они заплатили Снупу 40000 долларов за его участие в песне «The Shaggy Show». Снуп также помог им связаться с Ol' Dirty Bastard’ом, которому клоуны заплатили за участие 30000. Ol' Dirty Bastard записал все в течение двух дней; но как выяснилось, его запись состояла только из невнятных криков и бормотаний про «сук». ICP потратили неделю чтобы смонтировать четыре рифмы из его неадекватной записи, и им пришлось перезаписать трек и переназвать его как «Bitches». В конце концов клоуны связались с Ice-T, который попросил всего 10000. Но в итоге группа решила, что трек не вписывается в альбом, и они выпустили его позже на сборнике «Psychopathics From Outer Space».
Чтобы увеличить количество позитивной рекламы, группа нанимает рекламную команду Nasty Little Man. Команда организовывает фотосет для ICP, который должен появится на обложке журнала Alternative Press в Кливленде. Во время фотосета один член рекламной команды подошёл к Джею и объяснил, что в песне «Fuck The World» есть строчка «Fuck the Beastie Boys and the Dalai Lama», которую нужно поменять. Оскорблённый Джей ответил, что его музыка больше не будет подвержена цензуре, как в случае с Диснеем. Nasty Little Man сказали ему, что Beastie Boys были не только клиентами их компании, но и их личными друзьями, и что сами Beastie Boys попросили чтобы Джей поменял текст. В ответ Джей уволил Nasty Little Man и попросил их остановить работу над фото-сессией.
The Amazing Jeckel Brothers вышел 25 мая, 1999 года, и достиг позиции 4 в чартах Биллборд. В 2008 году альбом был сертифицирован Платиновым ассоциацией RIAA. Было выпущено несколько коллекционных версий, также как и все предыдущие он был сильно раскритикован критиками. На момент выхода альбома Island Records объединились с Def Jam Records и слишком явным стало то, что Def Jam не заинтересованы в ICP. Эминем, который стал очень популярным, оскорблял ICP в интервью, турах и в песне «Till Hell Freezes Over».
Фильм Big Money Hu$tla$
Во время предыдущего The House Of Horrors тура ICP посмотрели фильм Big Ballers, который понравился им и Twiztid. После окончания записи The Amazing Jeckel Brothers Джей и Шэгги решили снять свой собственный фильм Big Money Hustlas — такую же малобюджетную комедию, как и Big Ballers. Island Records дали им 250000$ для начала работы над фильмом. С клоунами связался некий Джон Кафиеро, который сказал, что является их поклонником и предложил свою кандидатуру в качестве режиссёра. Джей написал сценарий и фильм сняли в Нью-Йорке. Несмотря на то, что съёмочная группа дважды бастовала, все было сделано в течение двух месяцев. Клоуны не вложились в бюджет и Джею пришлось добавить 100000 из своего кармана. В результате Big Money Hustlas стал Платиновым.
Woodstock 1999
Пока ICP были в туре «The Asylum In-store Tour», Алекс Аббисс сообщил Джею и Шэгги, что им предложили 100000$ за выступление на Вудстоке 1999. Они очень обрадовались предложению, поскольку это говорило, о том, что группа сделала значительный вклад в музыкальную индустрию. Считалось, что выступление на Вудстоке означает для группы полную продажу всех её дисков, но Джей и Шэгги с этим не согласны. Как объясняет Джей: «Вудсток не продал наши диски, но купил нам мейнстрим-имидж! Вудсток не просил нас поменять что-либо в нас или в нашем шоу! Они хотели ICP такими, какими мы есть и ничего больше. Если это не круто, то я не знаю, что тогда, бл*дь, круто!».
Проблемы в туре Amazing Jeckel Brothers
После Вудстока клоуны поехали в свой тур «Amazing Jeckel Brothers Tour» вместе с музыкантами: Biohazard, Krayzie Bone, Twiztid, Mindless Self Indulgence и Coal Chamber. Все музыканты в туре хорошо воспринимались публикой, кроме Coal Chamber. Фаны ICP не покупали билеты из-за этой группы. За три концерта, на которых играли Coal Chamber, были возвращены несколько билетов. Джей и его брат Роб решили убрать Coal Chamber из тура. После этого возвращение билетов прекратилось до конца тура. Джей и Шэгги утверждали, что убрали Coal Chamber из тура из-за проблем с аппаратурой, но потом назвали настоящую причину на Шоу Говарда Стерна, которое транслировалось 19 августа, 1999. Джей продолжил, сказав: «Никто вам этого не скажет, потому что все боятся вашей с*ки менеджерши с пышной жо*ой». Позже тем же вечером, Стерн связался с клоунами и попросил их появится в его шоу на следующий день, чтобы поговорить с менеджером Coal Chamber, Шэрон Осборн.
Перед тем как шоу пустили в эфир, Шэрон поспорила с клоунами на 50000$, что продажи их следующего альбома не превысят даже 200000 копий. Во время эфира она проинформировала Джея и Шэгги, что Coal Chamber подали иск о нарушении договора. Шэрон заявила, что её группа должна была получать по 12500$ за каждое шоу в течение двухмесячного тура. Джей снова сказал, что музыка Coal Chamber не привлекает фанов ICP и что возвращения билетов снизились после того, как Coal Chamber были убраны из тура. Потом Шэрон публично объявила о споре насчет следующего альбома Insane Clown Posse, также она заявила, что в дальнейшем от них откажутся их дистрибьюторы. Так же она добавила: «Вы мертвы. Ваша карьера окончена». Джей прогнозировал, что их следующий альбом продастся как минимум 500000 копий, но официально продажи остановились на 200000. Таким образом клоуны выиграли спор.
Bizzar / Bizaar
10 января, 2000 года, Шэгги рухнул на сцену во время выступления в House Of Blues, в Чикаго, и был доставлен в больницу. У него был диагноз связанный с гриппом и ненормально низкое содержание сахара в крови. В результате инцидента все концерты в ближайшую неделю были перенесены. В июне 2000 года Эминем физически напал на Дугласа Дэйла, помощника ICP, угрожая ему пистолетом на стоянке возле магазина автомобильных стерео систем в Ройал Оак, штат Мичиган. Эминема признали виновным, он заплатил штраф 10000$ и был приговорён к двум годам испытательного срока. В июле 2000 года Джей и Шэгги организовали первый ежегодный фестиваль Gathering Of The Juggalos в Нови, штат Мичиган. Джей описывал это как «Джаггало Вудсток». Этот фестиваль длился три дня и включал в себя: реслинг, игры, семинары, конкурсы, и выступления всех артистов на Psychopathic Records. Также там был Vampiro, который и выступал, и участвовал в реслинге.
После окончания Газеринга, ICP объявили о выпуске двойного альбома Bizzar / Bizaar. Во время записи альбомов, ICP разошлись со своим постоянным продюсером, Майком И. Кларком. Джей и Шэгги прилетели в Денвер, штат Колорадо, чтобы дописать альбомы. Bizzar и Bizaar выходят 31 октября 2000 года и попадают на номера 21 и 20 в чартах Биллборд 200. Общие продажи составили 400 000, что означало проигрыш Шэрон Осборн в споре с клоунами, но она так и не отдала деньги.
В поддержку альбомов были сняты два клипа на «Tilt-A-Whirl» c Bizaar и «Let’s Go All The Way» (кавер на Sly Fox) c Bizzar. MTV согласились показывать клип «Let’s Go All The Way», делая это раз в день, поздним вечером. Джей и Шэгги во время «Bizaar Bizzar» тура разместили на своём сайте сообщение, чтобы их фанаты голосовали 8 декабря за их клип на Total Request Live. Около 400 фанов пришли к студии TRL в Нью Йорке. ICP тоже прилетели, но за 30 минут до начала шоу, охрана Viacom и полиция Нью Йорка заставили толпу Джаггало отойти, таким образом их не было видно возле здания во время шоу. Все телефонные запросы на клип были проигнорированы и ICP ни разу не упоминались в эфире. MTV позже проинформировали Island Records, что сначала главы канала отбирают группы и лишь потом их можно будет заказывать на TRL.

### The Wraith Era (конец саги Тёмного Карнавала)
Независимая карьера
Джей и Шэгги уходят из Island Records и подписывают контракт с D3 Entertainment на дистрибюцию каждого релиза Psychopathic Records, что означает их полную независимость в музыкальной индустрии. Они оборудовали свою собственную студию «The Lotus Pod». Весной 2001, дорожный менеджер ICP был арестован в Омахе, штат Небраска за то, что он якобы душил человека, который размахивал футболкой Эминема перед группой. Его признали виновным и он заплатил штраф 100 долларов.
Второй Gathering Of The Juggalos проходил с 13 по 15 июля в Толидо, штат Огайо. В этот раз были такие гости, как Bone Thugs-N-Harmony, Vanilla Ice и Three 6 Mafia. 15 июня Джея арестовали в Колумбии, штат Миссури за инцидент, произошедший в Сент-Луисе в феврале 2001 года. Обвинение гласило, что ICP якобы напали на сотрудников радиостанции Сент-Луиса из-за того, что один DJ оскорбительно высказывался в их адрес в прямом эфире. Полиция использовала целый отряд машин чтобы арестовать Джея, Шэгги и ещё двух их друзей. Это произошло в нескольких милях от концертного зала, где они тогда выступали. Джея перевели в Сент-Луис в тот же день и вскоре освободили под залог без предъявления обвинений 18 июня.
The Wraith: Shangri-La
Лицом шестой джокер-карты являлся «Призрак» или просто смерть. Карта состоит из двух частей, «Shangri-La» и «Hell’s Pit», которые были выпущены как отдельные альбомы. 5 ноября, 2002 года, Insane Clown Posse выпускает свой восьмой студийный альбом, Wraith: Shangri-La, который дебютировал под № 15 в чарте Billboard 200, и под № 1 в чарте независимых альбомов. Альбом стал явным подтверждением того, что ICP верят в Бога. Однако, мнения критиков были смешанными.
Бен Сисарио раскритиковал альбом в Rolling Stone Album Guide. Он написал, что «это все было предсказуемым безвкусным планом» и он задался вопросом «финальная насмешка этого человека была над Богом или над нами?». Некоторые критики воспринимали духовную составляющую как шутку или трюк. Автор Allmusic Бредли Торрино написал, что «Даже если это и шутка, то она не смешная и уж точно не умная». В сентябре, 2003, ICP были названы худшей группой в любом музыкальном жанре в журнале Blander, и их последний альбом назван их самым худшим альбомом. Однако, журнал дал альбому и положительные оценки за его «обояние и добродушный идиотизм».
По словам Джея, «Некоторых людей могут расстроить духовные темы на The Wraith: Shangri-La, но в наших глазах, все что мы сделали затронуло много людей. Мы определенно хотели чтобы это стало чем-то вечным. Может 19-летний не поймёт или ему не понравится окончание. Но со временем, когда у него будет четверо детей, он может подумать „Это было охренительно“». После релиза The Wraith: Shangri-La, Джей и Шегги подписали новый контракт с Sony BMG’s RED Distribution дистрибуцией и запустили рекорд-лейбл Psychopathic Europe.
Клоуны отправились в тур из 75 дат «Shangri-La World Tour», где они отыграли по всем Соединённым Штатам, Австралии и Европе. В Австралии таможенники конфисковали у группы все Фейго, считая, что напиток был привезён в коммерческих целях. ICP пытались объяснить, что они исполнители и это часть их шоу, но им не разрешили и клоуны вынуждены были использовать разные шипучки для своего Австралийского тура.
The Wraith: Hell’s Pit
После выхода The Wraith: Shangri-La, Джей признался, что подумывал не заканчивать работу над Hell’s Pit. Он объяснял Shangri-La как «конец пути. Конец Джокер Карт. После этого я могу заниматься чем угодно до конца жизни. Уровень позитива был неописуемый». В августе 31, 2004 года, ICP выпускают свой девятый альбом Hell’s Pit, вторую часть «The Wraith», которая предостерегает слушателей об ужасах в аду. Джей объяснял альбом как самую мрачную, самую болезненную их работу, которую они когда-либо делали". Вышли две версии альбома, к каждой прилагался разный бонусный DVD. Один релиз включал живое выступление и двенадцатиминутный видеоклип на песню «Real Underground Baby», и второй включал короткометражный фильм снятый в 3-D на песню «Bowling Balls». В 2005, D12 и Insane Clown Posse прекратили свою вражду с помощью одного из участников Proof'а. Попытки закончить вражду с Эминемом закончились безуспешно, но Джей говорит, что с соперничеством покончено.
1 февраля, 2006 г., фанат ICP Джейкоб Ди Робида напал на нескольких людей в гей баре в Нью-Бедфорде, штат Массачусетс, с пистолетом и топором (оружием, которое было изображено на логотипе Psychopathic Records). У Робиды была татуировка со свастикой и на его сайте красовались различные знаки принадлежности к Наци движению. 5 февраля Робида застрелил дорожного патрульного, который его остановил. Когда полиция снова остановила его, он убил свою подружку Дженнифер Бейли из Чарлстона, Западная Виргиния, и начал стрельбу по полиции. Во время перестрелки с полицией Робида поймал две пули в голову и вскоре умер в больнице. 7 февраля Insane Clown Posse выложили заявление на своём сайте по поводу нападений Робиды. Менеджер группы Алекс Аббисс выразил соболезнования и молитвы от Джея и Шегги семьям погибших, в нём говорилось, что «Совершенно очевидно, что этот парень не имел понятия, что означает быть Джаггало. Если кто-то знает что-либо об ICP, то он понимает, что они никогда не были заодно с расистским или фанатичным дерьмом».

### The Tempest Era
21 октября, 2006 года, ICP выступили на благотворительном концерте, организованном MySpace, под названием «Rock for Darfur», целью которого было осведомление общественности о войне в Дарфуре и сбор средств для помощи в регионе. 20 марта, 2007, в свет выходит десятый по счету альбом The Tempest, который дебютирует на двадцатом месте в Billboard 200 и продаётся менее 33000 копий в первую неделю. В 2008 Джей и Шегги снялись в малобюджетном фильме «Death Racers», который вышел только на видео 16 сентября на студии Asylum. В декабре Джон Антонелли подал на клоунов в суд за то, что получил удар не открытой двухлитровой бутылкой Фэйго, во время одного из концертов. Он потребовал как минимум 50000 за моральный ущерб. В иске так же говорится, что именно Джей должен быть привлечён к ответственности.

### Bang! Pow! Boom! Era (возвращение Тёмного Карнавала)
В сентябре 2009 начали проходить съёмки вестерна «Big Money Rustlas» и закончились 24 февраля. Десятый Газеринг проводили в августе с 6 по 9 число. В этот раз пришло выше 20000 людей, это рекордное посещение в истории фестиваля. Выступили свыше 120 артистов, включая Tech N9ne, Kottonmouth Kings, Ice Cube, GWAR, Coolio, Vanilla Ice, Onyx, Scarface, The Dayton Family, Bizarre, Esham, and NATAS. Также дважды был показан трейлер к Big Money Rustlas. Psychopathic Records выложили онлайном информационный ролик о фестивале.
Одиннадцатый альбом группы, «Bang! Pow! Boom!» вышел 1 сентября, 2009. Он дебютировал на первом месте в чартах Billboard Top Independent Albums и на четвёртом в Billboard 200. Позже было объявлено, что этот альбом это первая Джокер Карта с новой второй коллоды. Критик Адам Грэхем из газеты The Detroit News написал в своей рецензии, что «это лучшее, что клоуны выдали со времен The Amazing Jeckel Brothers».
5 декабря, 2009, Saturday Night Live выпустили пародию на информационный ролик Газеринга. Джей заявил, что не был оскорблён пародией и что ему это показалось «смешным» и «большим комплиментом». 17 февраля, 2009, Psychopathic Records подписали контракт с дочерней компанией Fontana Distribution от Universal Music Group. 9 марта, 2009, у клоунов взял интервью Мартин Башир из новостной передачи Nightline. Джей негативно откомментировал эту передачу, сказав, что конечная версия была намеренно смонтирована в плохом свете.
Трейлер Big Money Rustlas вдохновил пародию под названием «Juggalo News», которая была популярна на сайте collegehumor.com и funnyordie.com, и которую похвалил Джей на своём твиттере. 6 апреля, 2010, была выпущена «Nuclear Edition» версия альбома Bang! Pow! Boom!, в которую вошли до этого не издававшиеся песни и два клипа «In Yo Face» и «Miracles». В этот период клоуны выиграли награду «Detroit Music Awards» как в номинации «выдающийся хип-хоп артист/группа». 17 апреля. Saturday Night Live выпустили очередную пародию на клип «Miracles», при участии ведущего Райана Филлиппа и актёра Бобби Мойнихана. ICP положительно отреагировали на это и попросились поучаствовать в шоу.
Фильм Big Money Rustlas вышел 17 августа, 2010. Клоуны планируют вернуться в Европу и Австралию для тура в 2011. Также группа планирует выпустить трёхдисковую компиляцию совместных песен «Featuring Freshness» осенью. Туда также войдут новые песни с Paris, Above The Law и Tone Tone.

### The Mighty Death Pop!
На Hallowicked 2010, клоуны объявили, что вторая карта будет называться «The Mighty Death Pop!». Они сказали, что альбом будет «бомбовым, самым разрушительным, что они когда-либо выпускали» и что это будет освобождением ярости, которая накопилась из-за высмеиваний и критики ICP и их фанатов. У альбома будет два лица, первое из которых показали на Hallowicked.
На Музыкальных Награждениях Детройта 2011, ICP получили награду за достижения. Перед 12-м Газерингом с клоунами связался Джек Уайт, который пригласил их в свой особняк для сотрудничества. Уайт наиграл им песню над которой он работал, это была аранжировка Моцарта «Leck mich im Arsch» с живыми инструментами, сыгранными группой Jeff the Brotherhood. Уайт объяснил им, что название переводится как «Lick My Ass». Джей подумал, что именно копрологическая природа этой композиции и была причиной по которой Уайт позвал ICP для сотрудничества, но потом Уайт объяснил чувство юмора Моцарта. После этих объяснений клоуны загорелись идеей сотрудничества и поехали к себе в отель, чтобы написать текст. После этого они записали песню в домашней студии Уайта. Вокалы Джея и Шэгги были записаны за один дубль. Песня вышла как сингл на виниле 13 сентября на лейбле Уайта Third Man Records. Также на виниле присутствовала вторая песня «Mountain Girl», про которую Джей говорил, что из двух песен она ему больше нравится и в ней в большей степени присутствует дух ICP. В данный момент клоуны находятся в туре «American Psycho» вместе с Twiztid и Блейзом.

## Карьера в рестлинге
И Брюс, и Утслер начали выступать в качестве одиночных рестлеров в 1983 году в их двором рестлинг-промоушене Tag Team Wrestling, позже переименованном в National All-Star Wrestling. С 1990 по 1997 год они выступали в различных независимых промоушенах в Мичигане, а затем вместе появились в Extreme Championship Wrestling (ECW) под названием Insane Clown Posse. В 1998 году команда провела трехмесячное пребывание в World Wrestling Federation (WWF, ныне WWE), где они выступали вместе с The Oddities и, позднее, The Headbangers.
После ухода из компании, они перешли в World Championship Wrestling (WCW) с The Dead Pool и The Dark Carnival в 1999-2000 годах. 19 декабря 1999 года Брюс и Утслер создали свой собственный рестлинг-промоушен, Juggalo Championshit Wrestling (сейчас известный как Juggalo Championship Wrestling). В 2004 году они недолго выступали в Total Nonstop Action Wrestling (TNA). Сегодня дуэт продолжает выступать в Juggalo Championship Wrestling, а также в различных независимых промоушенах.

## Достижения
На счету у дуэта три золотых и два платиновых альбома.
Музыканты выпустили свой собственный пародийный фильм под названием «Big Money Hustlas». Также у группы есть большая фан-группа, которые называют себя Джаггало или Джаггалет.

## Музыкальные связи
Здесь перечислены группы/исполнители с которыми Insane Clown Posse сотрудничали :
| - 2 Live Crew - Alice Cooper - Anybody Killa (ABK) - Axe Murder Boyz (AMB) - Blaze Ya Dead Homie - Bone Thugs-N-Harmony - Boondox - Bushwick Bill - Bryan Abrams - Capitol E | - DJ Clay - Danny Brown - Esham - Fink Da Eastside G - Fred Durst - Ice T - Jumpsteady - Kid Rock - Kottonmouth Kings - La The Darkman - L.A.V.E.L. - Marz | - MC Breed - Mike E. Clark - Motown Rage - Myzery - Nate The Mack - Ol' Dirty Bastard - Perpetual Hype Engine - Project Born - Prozak - Slash | - Snoop Dogg - Steve Jones - Tech N9ne - The R.O.C. - Three 6 Mafia - Twiztid - V-Sinizter - Vampiro - Vanilla Ice - Zug Izland |

## Дискография
| - 1991: Bass-Ment Cuts - 1991: Dog Beats - 1992: Carnival Of Carnage - 1994: Ringmaster - 1995: Riddle Box - 1997: The Great Milenko - 1999: The Amazing Jeckel Brothers - 2000: Bizzar - 2000: Bizaar - 2002: The Wraith: Shangri-La - 2004: The Wraith: Hell's Pit - 2007: The Tempest - 2009: Bang! Pow! Boom! - 2012: The Mighty Death Pop! - 2015: The Marvelous Missing Link Lost - 2015: The Marvelous Missing Link Found - 2018: Hell's Cellar - 2019: Fearless Fred Fury - 2019: Flip The Rat - 2021: Yum Yum's Lure - 2021: A Time Of Fury - 2021: Yum Yum Bedlam - 2022: Wicked Vic - 2022: Pug Ugly - 2023: Woh The Weeping Weirdo - 1993: Beverly Kills 50187 - 1994: The Terror Wheel - 1994: A Carnival Christmas - 1996: Tunnel Of Love - 1996: Witches and Warlocks - 1999: Dark Carnival Action Figures: Limited Edition EP - 2002: The Pendulum Tome - 2005: The Calm - 2007: Eye Of The Storm - 2011: American Psycho Tour Exclusive - 2014: House of Wax - 2015: Phantom: X-Tra Spooky Edition - 2018: Willaby Rags: Magical Bag of Poop - 2021: ICP’s House Party Peep Show - 1995: Forgotten Freshness - 1997: Mutilation Mix - 1998: Forgotten Freshness Volumes 1 & 2 - 2000: Psychopathics From Outer Space - 2001: Forgotten Freshness Vol. 3 - 2002: Big Money Hustlas OST - 2002: The Pendulum - 2003: Psychopathics From Outter Space Part 2! - 2005: Forgotten Freshness Vol. 4 - 2007: Psychopathics From Outter Space Part 3 - 2007: Jugganauts: The Best Of Insane Clown Posse - 2008: Let 'Em Bleed: The Mixxtape Vol. 1 - 2008: Let 'Em Bleed: The Mixxtape Vol. 2 - 2008: Let 'Em Bleed: The Mixxtape Vol. 3 - 2009: Let 'Em Bleed: The Mixxtape Vol. 4 - 2010: Book Of The Wicked: The Mixxtape (Chapter One) - 2010: Bang Pow Boom (Nuclear Edition) - 2010: The Old Shit - 2010: Holiday Heat - 2010: Book Of The Wicked: The Mixxtape (Chapter Two) - 2011: Icon - 2011: Featuring Freshness - 2012 Mike E. Clark’s Extra Pop Emporium - 2013: Forgotten Freshness Volume 5 - 2016 Riddle Box Oddities - 2017 Incredible Collectible Collection (Worthy of an Erection!) - 2019: Forgotten Freshness, Vol. 6 - 1995: Chicken Huntin’ - 1995: Fat Sweaty Betty - 1995: The Jocker’s Wild - 1997: Halls of Illusions - 1998: Hokus Pokus (Headhunta'z Remix) - 1998: Pumpkin Carver - 1998: Join The Show - 1999: Another Love Song - 1999: Fuck The World - 1999: Mad Professor - 1999: The Dirtball - 2000: Jacob’s Word - 2000: Let’s Go All The Way - 2002: Juggalo Homies - 2004: Bowling Balls - 2005: Murder City Xmas - 2011: Leck Mich Im Arsch - 2013: Fuck My Dad (Richard Bruce) - 2013: When I’m Clownin - 2014: Red Moon Howl - 2018: Cuss Words - 2019 Steve Meets Abu - 1994: Dead Pumpkins - 1995: Mr. Rotten Treats - 1996: Witches And Warlocks - 1997: Mr. Johnson’s Head Remix - 1998: Pumpkin Carver - 1999: Sleepwalker - 2000: Hallowicked 2000 - 2001: Hallowicked 2001 - 2002: Hallowicked 2002 - 2003: Thug Pit - 2004: Murda Cloak - 2005: Wicked Hellaween - 2006: Blood Redrum - 2007: Evil Is Afraid - 2008: I’m Your Killer - 2009: If I Ate Your Brains - 2010: Hallowicked 2010 - 2011: I Saw A Monster - 2012: Amber Alert - 2014: 20th Anniversary Hallowicked Collection - 1990: Intelligence & Violence - 2006: The Wraith: Remix Albums - 2007: The Tempest: DJ Mix Kit - 2009: Psychopathic Murder Mix Vol. 1 - 2010: Psychopathic Murder Mix Vol. 2 - 2012: The Mighty Death Pop! DJ Tool Kit - 1999: Echo Side (single) - 2001: Tales From The Lotus Pod - 2002: Tales From The Lotus Pod (Revised) - 2004: Black Rain - 2008: Opaque Brotherhood - 2008: Opaque Brotherhood (Rare Deluxe Edition) - 2014: The Mud, Water, Air, and Blood - 1999: Dumpin' - 2001: Ryden Dirtay - 2004: Check Your Shit In Bitch! - 2004: Limited Edition EP - 2007: A Ryda Holiday (single) - 2007: Duk Da Fuk Down! - 2011: Who I Be (single) - 2011: Eat Shit N Die - 2011: Backdoor Ryda (EP) - 1995: Gimme Dem Fuckin' Nuggets Bitch Or I’ll Punch Your Fuckin' Face |

## Видеография
- 1995: Strangle-Mania
- 1997: Shockumentary
- 1999: Strangle Mania 2
- 2000: JCW: Volume 1
- 2001: JCW: Volume 2
- 2003: The Wraith: Shangri-La (Bonus DVDs)
- 2003: Bootlegged In L.A.
- 2003: JCW: Volume 3
- 2004: The Wraith: Hell’s Pit (Bonus DVDs)
- 2007: JCW: Bloodymania
- 2007: Psychopathic: The Videos
- 2007: JCW Slam TV: Episodes 1-9
- 2008: Hatchet Attacks (Live From Red Rocks)
- 2010: Bang! Pow! Boom! (Nuclear Edition) (Bonus DVD)
- 2010: JCW At The 11th Annual Gathering Of The Juggalos
- 2012: New Years Eve Ninja Party
- 2012: American Psycho Tour Documentary
- 2013: The Riddle Box Weekend

## Фильмография
- 2000: Big Money Hu$tla$
- 2004: Bowling Balls 3D Mini-Movie
- 2008: Death Racers
- 2009: A Family Underground
- 2010: Big Money Rustlas